# آسنتافت
آسنتافت (به لاتین: Assentoft) یک شهرک در دانمارک است که در Randers Municipality واقع شده‌است. آسنتافت ۲٫۷۷ کیلومتر مربع مساحت و ۳٬۶۵۸ نفر جمعیت دارد.